# Rouleau de timbres
Pour les articles homonymes, voir Rouleau.

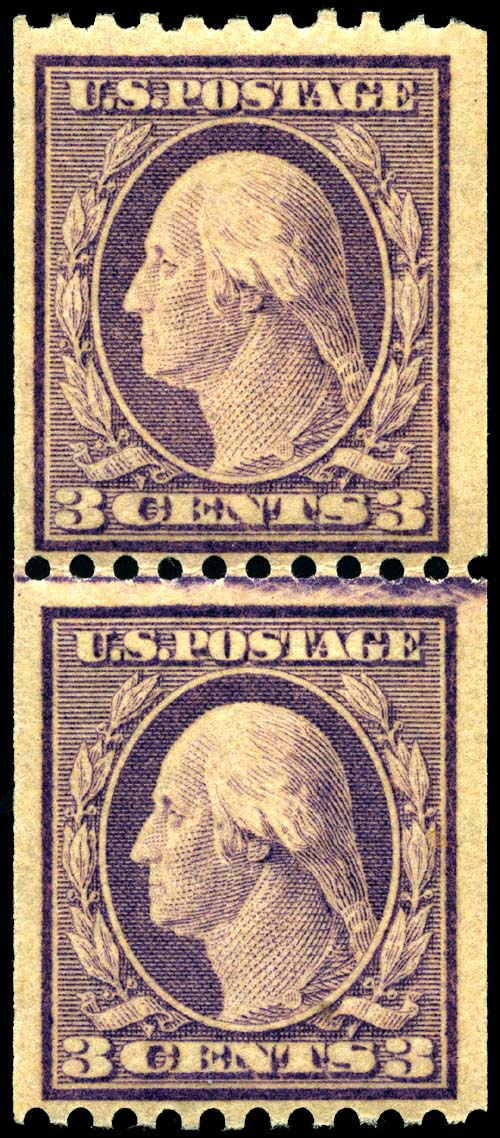
Une paire horizontale de timbres de rouleau de trois cents violet « George Washington », type de 1916.

Un rouleau de timbres ou une roulette de timbres est une forme de conditionnement des timbres-poste sous la forme d'une longue bande d'un timbre de large qui est débitée selon les besoins. Elle peut être débitée par un automate ou à la main si elle est placée dans une boîte distributrice.

## Évolution des timbres de rouleau
Les rouleaux de timbres sont créés initialement à partir de bandes d'un timbre dentelé et gommé de large, puisque ces timbres sont fabriqués comme ceux de feuille. 
La suppression des dents sur deux côtés du timbre a permis d'améliorer la sortie du timbre de la machine le débitant.
Des rouleaux de timbres autocollants sont émis, aux États-Unis par exemple : ils sont disposés les uns à côté des autres, pouvant être séparés par un court espace. C'est surtout le papier-support qui assure la continuité de la bande.

## Spécificités par pays

### États-Unis
Aux États-Unis, après avoir vendu en 1906 des feuilles non dentelées à Joseph J. Shermack pour ses machines électriques de confection de courrier utilisant des bandes de timbres perforées spécialement, le Département de la Poste des États-Unis émet, début 1908, pour des distributeurs automatiques de timbres-poste des rouleaux de timbres non perforées sur au moins deux côtés ou non dentelées pour les machines nécessitant des perforations spécifiques.

### France
En France, à l'exposition universelle de 1900, est présenté un automate de distribution de timbres débitant des timbres de 5 centimes au type Sage, il n'était pas encore utilisé des timbres-poste de roulette, ils étaient égrenés un à un manuellement. C'est en mars 1908, que le conditionnement en bobine est introduit dans les bureaux de poste en utilisant des 5 centimes Semeuse camée, ce distributeur "Abel" délivrait deux timbres pour 10c. Successivement, plusieurs valeurs d'usage courant sont utilisées en roulette ; un seul timbre grand format est vendu sous cette forme : le 0,40 francs illustré de la chapelle Notre-Dame du Haut de Ronchamps dessiné et gravé par Jacques Combet.
Depuis 1962, un numéro est imprimé au dos de certains timbres de roulette pour pouvoir constater l'épuisement de la roulette : tous les dix timbres d'abord, puis tous les cinq timbres en 1986, et enfin, tous les timbres sont numérotés depuis le début des années 2000.
Ce sont deux timbres Marianne de Béquet qui inaugurent la dentelure sur deux côtés seulement pour distinguer les timbres de roulette.
La fabrication originelle par découpage de bandes de feuille collées les unes à la suite des autres a imposé certaines façons de collectionner les timbres de roulette français pour pouvoir les distinguer des timbres de feuille :
- par bande de six pour les impressions à plat,
- par bande de onze pour les timbres imprimés en rotative ;
- la numérotation a incité l'achat par bande de onze, puis de six, pour pouvoir disposer à coup sûr d'un numéro au dos d'un des timbres achetés.